# Snake And Jet's Amazing Bullit Band
Snake & Jet's Amazing Bullet Band er et indie rockband fra Danmark bestående af Thor Rasmussen og Thomas Frederiksen, som har eksisteret siden 2003.
Snake & Jet's lyd har elementer af blues, rock, punk og synthpop, alle med et retroskær over sig. Hvor deres lyd tidligere har været drevet af Hammondorgelet, stærkt inspireret af Hansson & Karlsson er der på deres nyeste album Stuff That Rotates blevet mere plads til vokal medens orgel og guitar er trådt mere i baggrunden.
Snake & Jet har siden opstarten udgivet hjemmebrændte CD-R med artwork de selv, eller vennerne i kunstnergruppen Telefon Til Chefen (TTC) har kreeret.
Således var en overvejende del af duoens bagkatalog allerede i omløb da duoen i 2007 skrev kontrakt med pladeselskabet Crunchy Frog.
Før det var Snake & Jet, siden dannelsen blevet et velrenommeret undergrundsnavn. På den konto lavede de bl.a. i 2006 en musikvideoudstilling hvor de havde fået kunstnere fra TTC til at lave musikvideoer til et antal af deres sange. Derudover gjorde de sig tilstrækkeligt bemærket til at blive engageret til en Coca-Cola-finansieret kampagne for upcoming danske musikere kaldet Takeoff der løb af stablen i 2007.
I 2007 udgav Snake & Jet’s Amazing Bullit Band deres debutalbum ’’X-Ray Spirit’’ som blev vel modtaget af den danske anmelderskare. Instrumenter som koklokke, mandolin og tværfløjte på en solid bund af orgel og trommer var medvirkende til at sangen ’Favourite’ blev netop dette på P3s program Det Elektriske Barometer
I 2009 udgav Snake & Jet deres opfølger Peace Boat som i udtryk udviklede sig i en mørkere og mere psykedelisk retning, dog stadig med energien der også var kendetegnede for debuten. Udvidelsen af deres udtryk med større fokus på vokaler og artrock-tendenser fik duoen anledning til at præsentere på den amerikanske branchefestival South by Southwest i Austin, Texas hvor de optrådte til ’Danish Dynamite Day Party’ med bl.a. PowerSolo, Efterklang og Choir of Young Believers.
Efter en lidt længere pause end tidligere, udgav Snake & Jet’s Amazing Bullit Band deres tredje album Stuff That Rotates som samlede op på de traditionelle tendenser Peace Boat havde åbnet op for. Med klare referencer til 70’ernes psykedeliske Rock lagde Snake & Jet på dette album endnu mere vægt traditionel instrumentering og vokal. Stuff That Rotates, et album der har cirkulære bevægelser som overordnet tema, fik en blandet modtagelse i Danmark, men mødte anerkendelse i britiske magasiner som Artrocker, Clash og Line of Best Fit.
Siden udgivelsen af ’Stuff That Rotates’ er Snake & Jet’s Amazing Bullit Band, for hvad liveoptrædener angår blevet udvidet med bassist Laura Rathscahu.

## Diskografi

### Studiealbum
- 2007: X-ray Spirit
- 2009: Peace Boat
- 2012: Stuff That Rotates

### Ep'er
- 2003: Amazing Bullit Band
- 2004: Electric Shakedown
- 2005: Someone Will Dig This!
- 2006: Building Garbage Structures
- 2006: Elemental Wood #1